# Lei Básica de Hong Kong
A Lei Básica da Região Administrativa Especial de Hong Kong da República Popular da China, ou simplesmente Lei Básica de Hong Kong, serve como o documento constitucional da Região Administrativa Especial de Hong Kong (RAE). Foi adotada no dia 4 de abril de 1990, pela Sétima Assembleia Nacional Popular da República Popular da China (RPC), e passou a vigorar em 1º de julho de 1997, substituindo a sanção real e a carta-patente, quando a antiga colônia do Reino Unido foi devolvida à RPC.
A Lei Básica foi feita em acordo com a Declaração conjunta sino-britânica sobre a questão de Hong Kong, assinada pelos governos da China e da Grã-Bretanha em 19 de dezembro de 1984. A Lei Básica estipula as políticas básicas da RPC em relação à Região Administrativa Especial (RAE) de Hong Kong. Como concordado pela RPC e pelo Reino Unido, seguindo os princípios da política do “um país, dois sistemas”, o socialismo não seria estendido a Hong Kong. A RAE continuaria com seu sistema capitalista e seu modo de vida por um período de 50 anos a partir de 1997. Algumas liberdades e direitos dos honcongueses também são protegidos pela Lei Básica.
A base da autoridade da Lei Básica é um tanto controversa, argumenta-se que a Lei Básica é uma legislação puramente doméstica, tendo a base de sua autoridade retirada da Constituição da República Popular da China, enquanto alguns eruditos argumentam que a base de autoridade da Lei vem da declaração conjunta sino-britânica. O último é relevante no sentido de que afeta o tamanho da autoridade que a RPC tem para mudar a Lei Básica e a habilidade das cortes de Hong Kong para desafiar a legislação doméstica da RPC.

## Processo de Criação da Lei Básica
- A Lei Básica foi criada por um comitê composto de pessoas de Hong Kong e da China.

- O primeiro rascunho da lei foi publicado em Abril de 1988, seguido por consulta pública durante cinco meses. O segundo foi publicado em fevereiro de 1989, e o período de consulta subsequente terminou em outubro de 1989. A Lei Básica foi formalmente promulgada no dia 4 de abril de 1990, junto com o desenho da bandeira e do emblema de Hong Kong.

## Princípios gerais preservados na Lei Básica
- A RAE de Hong Kong tem um alto grau de autonomia e possui poder executivo, legislativo e judiciário independentes. Uma implicação é que o antigo recurso jurídico de apelação ao Conselho Privado do Reino Unido não estaria mais disponível. Para esse fim, foi criada a Corte de Apelo Final.

- As autoridades do executivo e do legislativo deverão ser compostas por residentes permanentes de Hong Kong de acordo com as provisões relevantes da Lei Básica. (Artigo 3)

- O sistema socialista e suas políticas não serão praticados em Hong Kong, o sistema capitalista existente e o modo de vida deverão permanecer intactos por 50 anos. (Artigo 5)

- As leis antes em vigor em Hong Kong, isto é, o direito consuetudinário, as regras de equidade, regulamentações, legislação subordinada e o direito costumário deverão ser mantidas, com exceção daquelas que contravêm a Lei Básica e estão sujeitas a alguma emenda pela legislatura da RAE. (Artigo 8)

- A RAE deverá proteger o direito de posse de propriedade privada de acordo com a Lei Básica. (Artigo 6)

- Todos os residentes de Hong Kong são iguais perante a lei. Residentes permanentes têm o direito de votar e o direito de se candidatar. (Artigos 25-26).

- A liberdade de pessoa dos residentes de Hong Kong é inviolável. Nenhum residente de Hong Kong deverá ser objeto de detenção ou aprisionamento arbitrário ou ilegal.  A tortura de qualquer residente ou privação da vida está proibida. (Artigo 28)

- Os residentes de Hong Kong deverão ter, entre outras, liberdade de expressão, liberdade de imprensa e publicação, liberdade de  reunião, de demonstração, comunicação, movimento, consciência, religiosa e de casamento; o direito e liberdade de se juntarem a sindicatos, além do direito à greve. (Artigos 27-38).

- As provisões do Pacto Internacional dos Direitos Civis e Políticos, do Pacto Internacional dos Direitos Econômicos, Sociais e Culturais, e os pactos internacionais do trabalho aplicados em Hong Kong deverão ser mantidos em vigor e ser implementados através das leis da RAE. (Artigo 39)

- A seleção do Chefe do Executivo deverá ser basicamente através do Sufrágio Universal. (Artigo 45)

- Embora a RPC tenha a responsabilidade de cuidar das relações exteriores e da defesa de Hong Kong, é permitido que Hong Kong participe de organizações internacionais ou conferências em certas áreas limitadas a países e afetando a RAE de Hong Kong. A RAE também pode, sob o nome “Hong Kong, China” participar de organizações internacionais e conferências não limitadas a países.  (Artigos 13-14, 150-157)

## Interpretação da Lei Básica
- De acordo com o Artigo 158, o poder de interpretação final da Lei Básica está no Comitê Permanente da Assembleia Nacional Popular (CPANP)  que é um poder derivado da Constituição da República Popular da China.

- Até o momento, a RAE de Hong Kong enviou a Lei Básica ao CPANP duas vezes:

- 1. 1999: A questão sobre o Direito à Moradia;
  2. 2005: O mandato do novo Chefe do Executivo após o antigo Chefe renunciar.

- Em outra ocasião, o CPANP interpretou a Lei Básica por sua própria iniciativa:

- 1. 2004: Sufrágio universal em 2007 e 2008.

## Questões controversas relacionadas à Lei Básica
Após a reunificação de Hong Kong, a Lei Básica ficou em foco devido aos seguintes pontos controversos:
- A questão sobre o Direito à Moradia em 1999, durante o qual o governo procurou uma interpretação dos Artigos 22 e 24 do Comitê Permanente da Assembleia Nacional Popular para evitar um possível fluxo de mais de um milhão de residentes da China continental a Hong Kong. Esse fato engatilhou um debate sobre a independência política de Hong Kong.

- O Artigo 23 da Lei Básica requer que Hong Kong decrete leis próprias para proibir certos atos como traição, secessão, sedição e subversão contra o governo central da China, além da subtração de segredos do Estado. Uma controvérsia considerável foi gerada quando o Governo de Hong Kong tentou introduzir uma legislação para implementar o Artigo. A legislação proposta daria muito poder a polícia, que passava a não precisar de um mandado de busca para invadir a casa de um “possível terrorista”, o que causou protesto público e resultou em demonstrações em massa. Depois das demonstrações, o governo engavetou indefinidamente a lei.

- A possibilidade de sufrágio universal em 2007 e 2008. Seguindo a controvérsia do Artigo 23, um setor da população começou a pedir por sufrágio universal nas eleições do Chefe do Executivo em 2007, e para todas as cadeiras da Assembleia Legislativa em 2008. Enquanto isto não está descartado da Lei Básica através dos Artigos 45 e 68, a frente conservativa e alguns técnicos legais de Pequim alegaram que isso violaria o “princípio de progresso gradual e ordenado” e “sob a luz da situação atual” exposta por tais Artigos. A controvérsia foi finalmente resolvida através da interpretação da Lei Básica pelo CPANP, que descartou qualquer possibilidade de sufrágio universal em 2007 e 2008 no dia 26 de abril de 2004.

- A questão sobre onde a redução dos salários de servidores civis e a posse de um orçamento deficitário eram permitidos.  De acordo com o Artigo 100 da Lei Básica, os servidores civis poderiam continuar no emprego com pagamentos, gratificações, benefícios e condições de serviço não menos favoráveis do que as anteriores à entrega de Hong Kong para a China. O Artigo 107 declara que o Governo da RAE deve seguir o princípio de manter seus gastos dentro dos limites da receita pública enquanto faz seu orçamento. Durante a retração econômica de 1997, houve um crescente déficit fiscal (e em 2007/08, houve um excedente recorde). O governo impôs uma redução de salários do Serviço Civil durante a retração, tendo então os aumentado bruscamente na recuperação.

- O mandato do novo Chefe do Executivo após o Chefe anterior ter renunciado. A questão surgiu quando Tung Chi-hwa renunciou no dia 10 de março de 2005. A comunidade legal e a frente  pró-democrática alegaram que o mandato do novo Chefe deveria seguir o Artigo 46, isto é, um mandato de 5 anos. Porém, o Governo de Hong Kong, algumas figuras de Pequim, e a frente pró-Pequim alegaram que o mandato deveria ser o restante do mandato original do Chefe do Executivo, baseando-se em algumas palavras chinesas da versão chinesa da  Lei Básica, introduzindo o conceito de mandato restante. O Governo da RAE procurou interpretação do Comitê Permanente da Assembleia Nacional Popular, e o comitê decidiu no dia 27 de abril de 2005 que o Anexo I da Lei Básica requer que se qualquer Chefe Executivo renuncie em ou antes de 2007, o mandato do novo Chefe do Executivo é o mandato restante. Os residentes de Hong Kong que vêem a autonomia com bons olhos tomaram a “interpretação” do Comitê Permanente como uma intrusão no sistema legal honconguês, violando assim a política do “um país, dois sistemas”.

- Nenhum termo formal para extradição de criminosos existe. O Artigo 95 prevê assistência jurídica mútua entre Hong Kong e a RPC; porém, vários empecilhos, tais como a questão da pena de morte, entram no caminho quando se trata de um entendimento formal sobre extradição. Além disso, autoridades da RAE de Hong Kong decidiram que os Artigos 6 e 7 do Código Penal da RPC não dão a Hong Kong jurisdição exclusiva em matérias criminais, especialmente quando um crime é cometido entre a fronteira de Hong Kong e da RPC. O status quo é que Hong Kong pedirá o retorno dos residentes de Hong Kong que tenham cometido crimes em Hong Kong e sejam presos no continente. Porém, um chinês que cometa algum crime em Hong Kong e fuja de volta para o continente será julgado no continente. Nos casos de  jurisdição concorrente, o Governo Central exigiu que o julgamento fosse feito no continente. Autoridades proeminentes, tais como Albert Chen, e Gladys Li, presidente da seção de justiça de Hong Kong da Comissão Internacional de Juristas, sentem que essa situação tem sérias ramificações para a independência judicial de Hong Kong.

## Pesquisa da história da  elaboração
A interpretação e a aplicação da Lei Básica evocaram considerável interesse desde sua promulgação. Ela está crescentemente contando com o litígio e encontrou aplicação em uma ampla variedade de casos incluindo casos criminais, civis, de propriedade e de lei administrativa. Enquanto as cortes de Hong Kong têm mostrado uma aproximação generosa e proposital para a interpretação da Lei Básica, as interpretações da República Popular da China têm mostrado uma maior afinidade com os significados originais das palavras. As diferentes visões na interpretação ressaltam as tensões inerentes dentro da Lei Básica, que existe tanto como lei da RPC como constituição dentro do sistema de justiça de direito consuetudinário de Hong Kong.
A pesquisa da história da elaboração da Lei Básica requer invariavelmente acesso aos seus documentos: memorandos, relatórios e outros papéis preparados ou usados pelo Comitê Consultivo da Lei Básica e seus vários sub-grupos, como também outros órgãos oficiais durante o período. Tais documentos, porém, estão espalhados e estão sob posse de membros individuais do comitê de elaboração.
Coleções notáveis também podem ser encontradas em várias organizações e bibliotecas de pesquisa em Hong Kong tais como as da Biblioteca da Universidade de Hong Kong (Hong Kong Collection na Biblioteca Principal; Basic Law Collection na Biblioteca de Leis), Biblioteca da Universidade Chinesa[ligação inativa], Biblioteca da Universidade Politécnica[ligação inativa], Biblioteca da City University[ligação inativa], Biblioteca da Universidade Lignan[ligação inativa], Biblioteca da Universidade Batista[ligação inativa], Biblioteca da Universidade de Ciência e Tecnologia[ligação inativa] and Biblioteca da Assembleia Legislativa). A Biblioteca da Lei Básica, uma biblioteca especial dentro do sistema de bibliotecas públicas de Hong Kong, é devotada a coletar materiais relacionados a Lei Básica de Hong Kong. Muitos dos documentos preparatórios da Lei Básica possuídos por essa biblioteca são exclusivos e de grande valor aos pesquisadores da Lei Básica.
Outra ferramenta de pesquisa inestimável é o banco de dados online Basic Law Drafting History Online (BLDHO) (História da Elaboração da Lei Básica Online), um projeto conjunto feito pelo Centre for Comparative Public Law da Universidade de Hong Kong e as Bibliotecas da Universidade de Hong Kong. Ele provê acesso público a uma coleção de quase 900 documentos preparados ou usados pelos vários órgãos oficiais de 1990 a 1997, quando foram feitas as preparações para a retomada da soberania. Essa coleção foi escaneada dos documentos publicamente disponíveis em Hong Kong.